# Дрогобицька міська друкарня та видавництво «Пóсвіт»

Дрогобицька міська друкарня та видавництво «Пóсвіт» (нім. Stadtdruckerei Drohobytsch, Verlag „Poswit“) — найстаріше видавниче (поліграфічне) підприємство Дрогобича, яке веде свою історію з другої половини ХІХ ст. — від друкарні Аарона Жупника, яка діяла до ІІ світової війни. У часи війни друкарня стала іменуватися Дрогобицькою міською друкарнею, на її основі діяла редакція газети «Більшовицька правда».
«Пóсвіт» заснований на базі Дрогобицької міської друкарні Лесишиним Андрієм Романовичем 2005 року.

## Цікаво знати
- Друкарня Жупника, традиція якої триває і досі, стала важливим видавничим осередком Галичини; в історії дрогобицької журналістики займає своє почесне місце, адже друкарня створила та видала у світ перший часопис Дрогобиччини — «Drohobyczer Zeitung».
- Нині на базі друкарні/видавництва видаються та видавалися як регіональні, так і поза регіональні часописи: «Прикарпатська Ватра» (газета у Старому Самборі, тираж 18 тис. екз.); «Галицька Зоря» (щоденна дрогобицька газета, тираж 6750 екз.); «Трускавецькурорт» (газета у Трускавці, тираж 3 000 екз.); «Дрогінфо» (м. Дрогобич, тираж 1 000 екз.).
- 2016 року у видавництві побачив світ перший ілюстрований путівник про Дрогобич «Локальна мандрівка Дрогобичем».